# Малкото царство на Бен и Холи
„Малкото царство на Бен и Холи“ (на английски: Ben & Holly's Little Kingdom) е британски анимационен сериал за деца в предучилищна възраст. Сериалът е създаден от Марк Бейкър и Невил Астли и е продуциран от Астли Бейкър Дейвис и Hasbro Entertainment (преди е продуциран от Entertainment One, компаниите, които са отговорни за „Прасенцето Пепа“). Музиката е композирана от Джулиън Нот, който също има заслуги за „Уолъс и Громит“ и „Прасенцето Пепа“. „Малкото царство на Бен и Холи“ е третият сериал, който е продуциран от Астли Бейкър Дейвис. Третият сезон се очаква да се излъчи през 2024 г.

## В България
В България сериалът започва излъчване по локалната версия на „Никелодеон“ през ноември 2013 г. с български нахсинхронен дублаж, записан в студио „Александра Аудио“. Екипът се състои от:
| Изпълнителен продуцент | Васил Новаков                                                                           |
| Преводач               | Ралица Кумчева                                                                          |
| Озвучаващи артисти     | Варвара Панкова Михаела Тюлева Живка Донева Светлана Смолева Стефан Младенов Явор Гигов |
| Тонрежисьор            | Стефан Стефанов                                                                         |
| Режисьор на дублажа    | Анатолий Божинов                                                                        |